# Harkhuf
Harkhuf fou un funcionari egipci governador d'Elefantina que és famós perquè vers el final de l'Imperi Antic va narrar un èpic viatge a Iam (entre la quarta i la sisena cascades) a través de tres regnes de Núbia que li eren hostils, situats versemblantment entre la segona i la quarta cascades. Al seu retorn el rei de Iam, aliat egipci, li va proveir d'auxilis militars.

## Història
Harkuf va néixer al si d'una família noble de l'illa Elefantina i va ser funcionari de la cort amb dos faraons de la VI dinastia: Merenre I i Pepi II. Es coneix sobre la seva vida i les quatre expedicions que va portar a terme a Núbia per les inscripcions de la seva tomba a Assuan.

## Els viatges a Núbia
Les relacions d'Egipte amb Núbia eren importants en aquell moment degut a l'abundància de recursos naturals de què disposava aquest últim territori, com ara l'or i el natró (barreja de sal i cendres molt utilitzada a la momificació), i també perquè controlava pel sud i l'oest les rutes comercials amb el continent africà.
Les dues primeres expedicions en què va participar Harkhuf van ser missions de bona voluntat, en les quals portaven regals d'Egipte per establir una amistat amb els dirigents nubians. El grup de Harkhuf, que va emprendre el primer viatge amb el seu pare Iri, va decidir no baixar pel Nil per evitar els possibles atacs nubians. En comptes d'això ho va fer pel desert, amb una caravana de burros i soldats, carregada amb regals per els dirigents d'Iam i menjar i aigua per tots els components de la caravana.
El tercer viatge, però, va ser de caràcter més diplomàtic per tal de pacificar els governants de Iam, que estaven en guerra, i finalment van aconseguir la pau. Abans de morir, encara viatjaria una última vegada al país nubi, després de la mort de Merenre I, en condició de funcionari reial de confiança, per tal d'anar a buscar un pigmeu com a regal pel faraó nen Pepi II.